# 飯塚朗
飯塚 朗（いいづか あきら、1907年9月2日 - 1989年2月23日）は、日本の中国文学者、作家。北海道大学名誉教授。

## 生涯
1907年、神奈川県横浜生まれ。第一高等学校を卒業し、東京帝国大学文学部支那哲学文学科に進んだ。在学中、同人誌『東大派』を刊行し、中国文学研究会で竹内好、武田泰淳、松枝茂夫らを知る。1937年、高見順、武田麟太郎らの『日暦』同人となる。1936年、東京帝国大学を卒業。
1938年北京に渡り、中華民国新民会調査部に勤務。1943年からは華北映画公司に勤務。しかし、憲兵隊に逮捕され勾留されることとなり、帰国した。1944年に応召、中国戦線に出た。1945年の太平洋戦争敗戦後、蘇州で捕虜生活を送った。1946年に復員し、1947年からは東宝演劇部嘱託となった。1951年、北海道大学文学部助教授に就任。後に教授昇進。1971年に北海道大学を定年退官し、名誉教授となった。その後も関西大学教授として教鞭をとり、1978年に定年退職した。

## 家族・親族
- 息子：飯塚容(1957～)も中国現代文学研究者、作家。中央大学教授。

## 著作

### 著書
- 『北の旋律 第1部』 現文社、1967
- 『北の旋律抄』 ぷやら新書、1968
- 『中国故事』 角川選書、1974 / 角川ソフィア文庫、2014
- 『黄琉璃の破片 中国文学への一軌跡』 咿唖之会、1981
- 『故事遍歴 中国成語集』 時事通信社、1982
- 『私版・紅楼夢』 沖積舎、1982
- 『中国四千年の女たち』 時事通信社、1983
- 『胡同の雪』 響文社、1985
- 『たった一人の突堤』 沖積舎、1985
- 『中国歴代人物綺談』 時事通信社、1986

### 翻訳
- 蘇曼殊『断鴻零雁記 他二篇』改造文庫 1938
- 謝冰心『繁星 詩集』 伊藤書店 1939
- 張恨水『啼笑因縁』生活社 1943
- 馮夢竜編『情史 中国千夜一夜物語』新流社 1946
- 巴金『家』 鎌倉文庫「世界文学選」1948 / 岩波文庫 上下 1976
- 巴金『滅亡』 雲井書店 1951
- 駱賓基『北望園の春 他五篇 小説』小野忍共訳、岩波新書 1955
- 『中国古典文学全集 第20巻 剪灯新話・剪灯余話・閲微草堂筆記・子不語ほか』今村与志雄共訳 平凡社 1958
- 老舎『世界名作全集 第33巻 駱駝のシャンヅ』平凡社 1960。角川文庫で再刊
- 曲波『林海雪原-樹海と雪の原野に』「中国現代文学選集 第10・11」平凡社 1962
- 瞿佑『剪灯新話』平凡社東洋文庫 1965 ワイド版2003
- 劉鶚『中国古典文学大系 51 老残遊記・続集』岡崎俊夫共訳 平凡社 1969
- 『断鴻零雁記 蘇曼殊－人と作品』平凡社東洋文庫 1972 ワイド版2004
- 『中国怪奇全集1 神仙の巻』編訳 角川書店 1974
- 阿英『晩清小説史』中野美代子共訳 平凡社東洋文庫 1979 ワイド版2006
- 曹雪芹・高鶚『紅楼夢』「世界文学全集11・12・13」集英社 1980

## 参考
- 『たった一人の突堤』 附載年譜
- 『日本近代文学大事典』 講談社、1984
- 『人物物故大年表』 日外アソシエーツ